# Yaminahua-Sharanahua jezici
Yaminahua-Sharanahua jezici, podskupina južnih-centralnih panoanskih jezika koji se govore u Brazilu i Peruu. Ime je dobila po glavnim jezicima yaminahua [yaa] i sharanahua [mcd] iz Perua (450; 2000 SIL. 3 osobe od 200 etničkih u Brazilu), a ostali predstavnici su: poyanáwa [pyn] iz Brazila (12; 1992); tuxináwa [tux] (Brazil)†; xipináwa [xip] (Brazil)†; i yawanawa [ywn] iz Brazila (450; 1999 ISA).
Zajedno s jezicima amahuaca, nukuini [nuc] (Brazil) i yora [mts] (Peru) čini južnu-centralnu panoansku podskupinu.

## Vanjske poveznice
- Ethnologue (14th)[neaktivna poveznica]
- Ethnologue (15th)[neaktivna poveznica]